# Gullered
Gullered är kyrkbyn i Gullereds socken i Ulricehamns kommun, med Gullereds kyrka. År 1995 klassades Gullered som småort men därefter har inte folkmängden överstigit 50 invånare.
I närheten finns den mosse där Ätran startar sin resa som först går mot norr, men sedan söderut mot Ulricehamn och sjön Åsunden och vidare mot Kattegatt.